# 安房國
安房國（日语：〔〕／〔〕 Awanokuni */?），日本古代的令制國之一，屬東海道，又稱房州、南總。安房國的領域大約為現在千葉縣的南部。

## 郡
- 平群郡（日语：平郡）
- 安房郡
- 朝夷郡
- 長狹郡

## 相關項目
- 日本令制國列表